# Eptapiron
Eptapiron (F-11,440) je veoma potentan i visoko selektivan pun agonist  receptora iz azapironske klase. Njegov afinitet za  receptor je 4.8  ili 8.33, a njegova intrinsična aktivnost je 100%, i.e. jednaka je sa serotoninom.
Eptapiron i srodna jedinjenja, poput F-13,640 i F-15,599, su razvijena jer se smatralo da je visoka efikasnost aktivacije receptora neohodna da bi se proizvela maksimalna terapeutska korist stimulacije  receptora.